# میساتو، میازاکی
میساتو، میازاکی (به لاتین: Misato, Miyazaki) یک منطقهٔ مسکونی در ژاپن است که در استان میازاکی واقع شده‌است. میساتو  ۶٬۰۱۰ نفر جمعیت دارد.